# Talludden, Lidingö

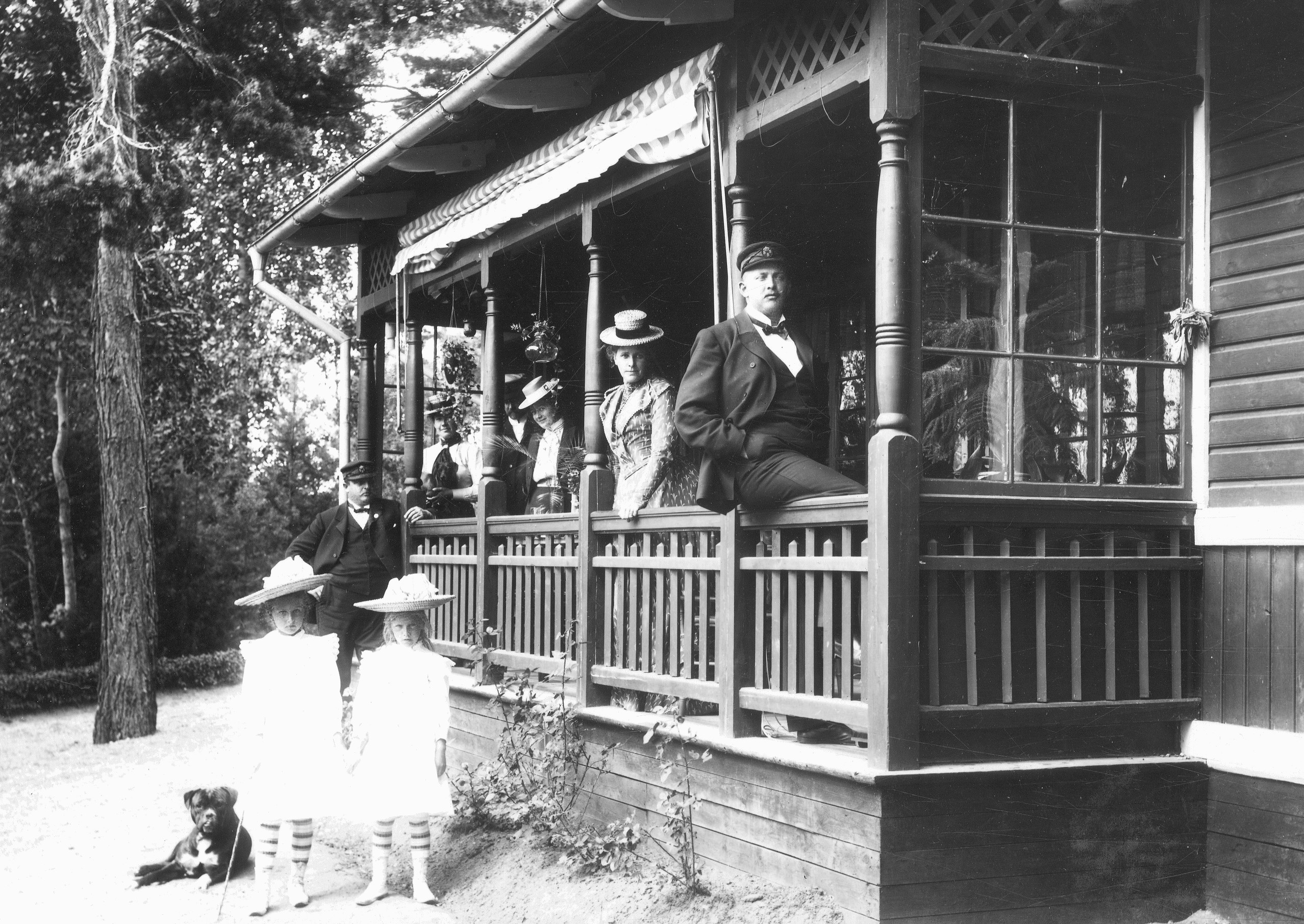
Villa Talludden som gav området sitt namn. Foto från 1890-talet.

Talludden, även Neptuns udde, är ett område inom stadsdelen Käppala, Lidingö kommun, Stockholms län.

## Beskrivning
Talludden ligger vid Halvkakssundet på nordöstra Lidingö. I söder ansluter Käppala och i norr Gåshaga. Namnet Talludden härrör från en sommarvilla från 1800-talets slut som låg på en udde med vidsträckt utsikt över Halvkakssundet mellan Käppala och Gåshaga.
Vid Talludden finns en liten marina, Talluddens Båtsällskap, som etablerades här 1973. På den tall- och björkbevuxna udden märks en större bebyggelselämning med RAÄ-nummer Lidingö 53:1. Lämningen består av ett område om 100x60 meter med två husgrunder. De rester av betong som syns inom området kan vara spår efter militär verksamhet under andra världskriget. Alternativnamnet Neptuns udde härrör från Bergnings- och Dykeri AB Neptun som ägde marken och hade verksamhet på platsen.

### Bilder

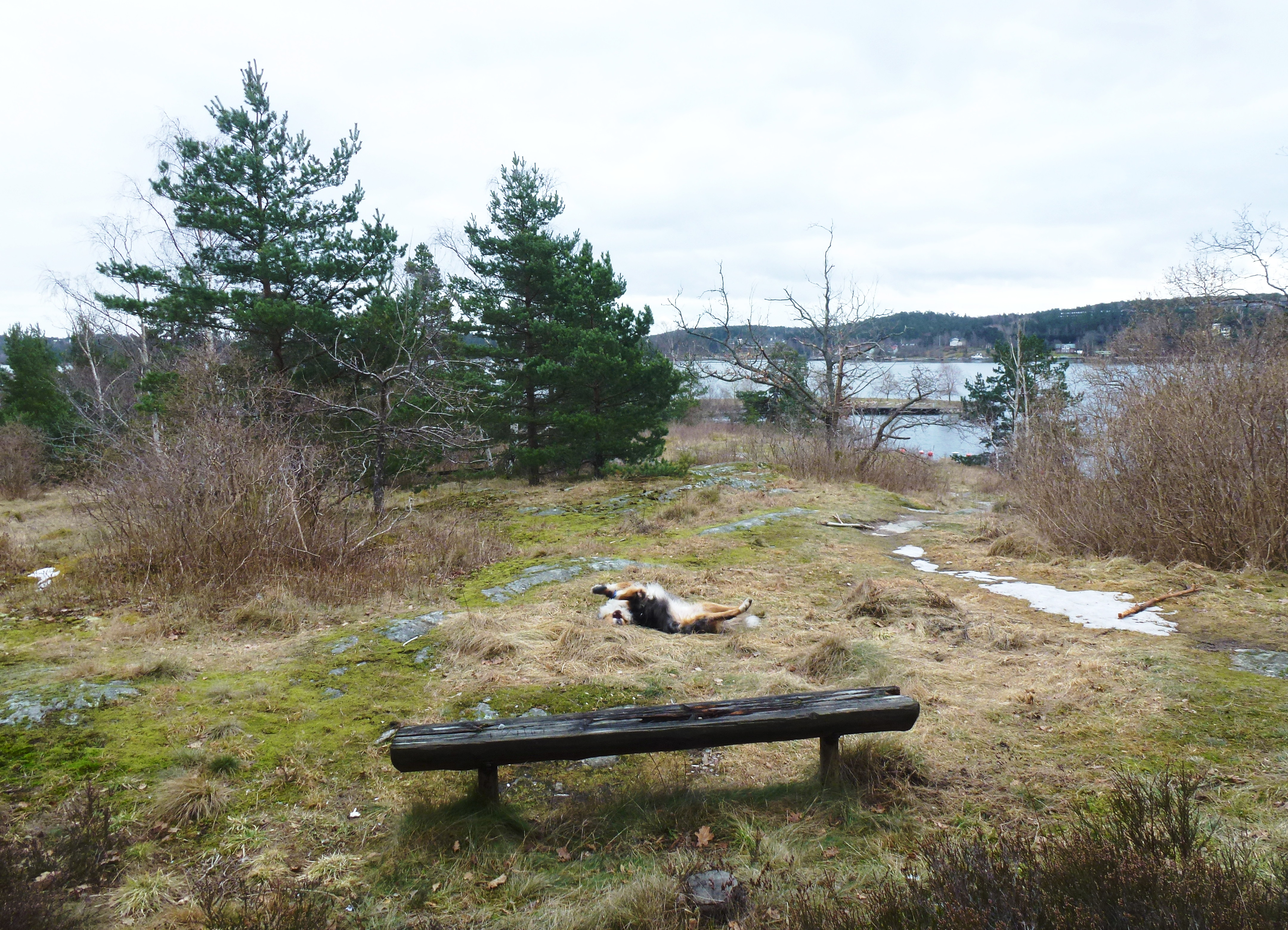
Platsen för Villa Talludden 2015.
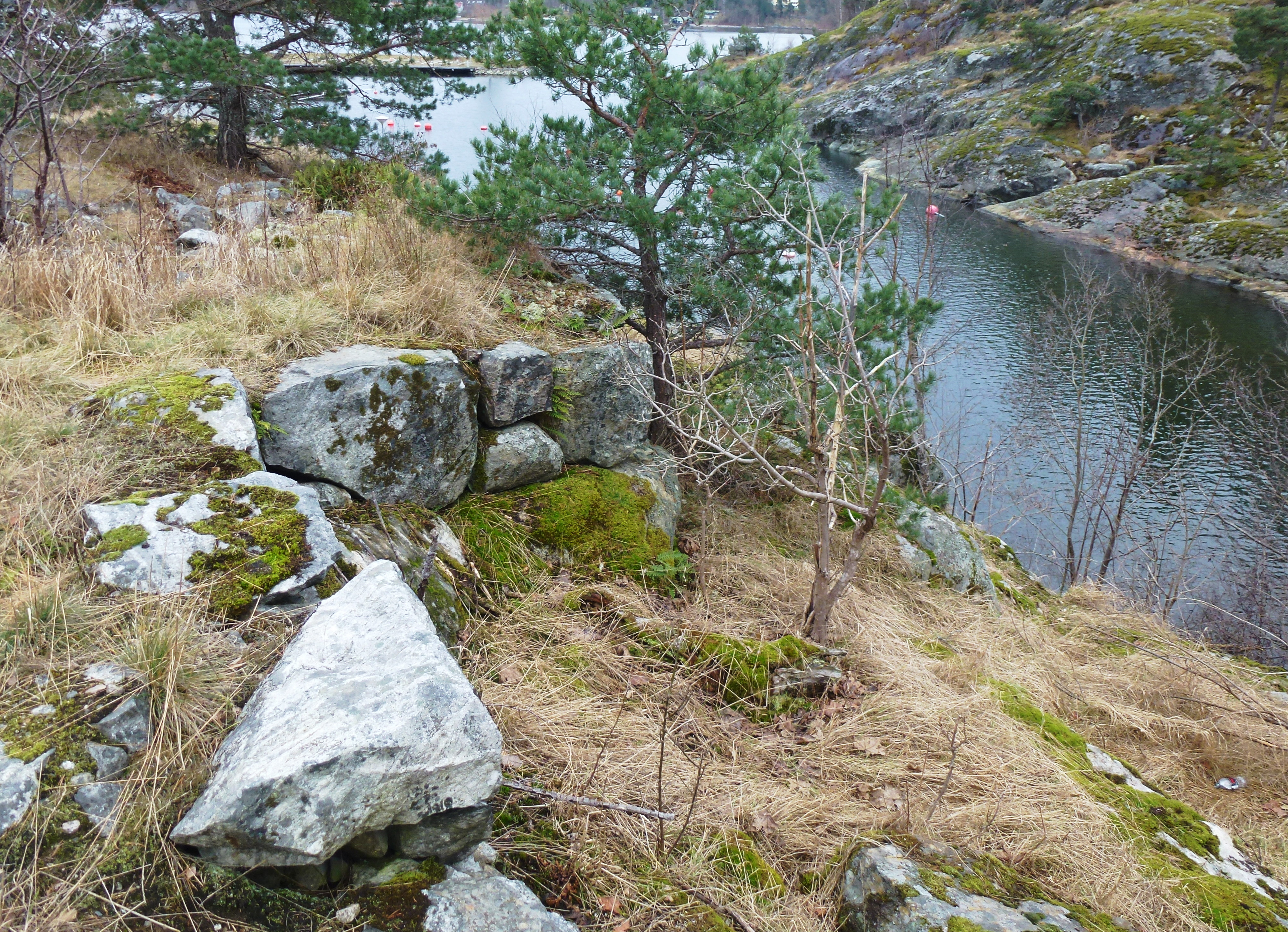
Bebyggelselämning på Talludden.
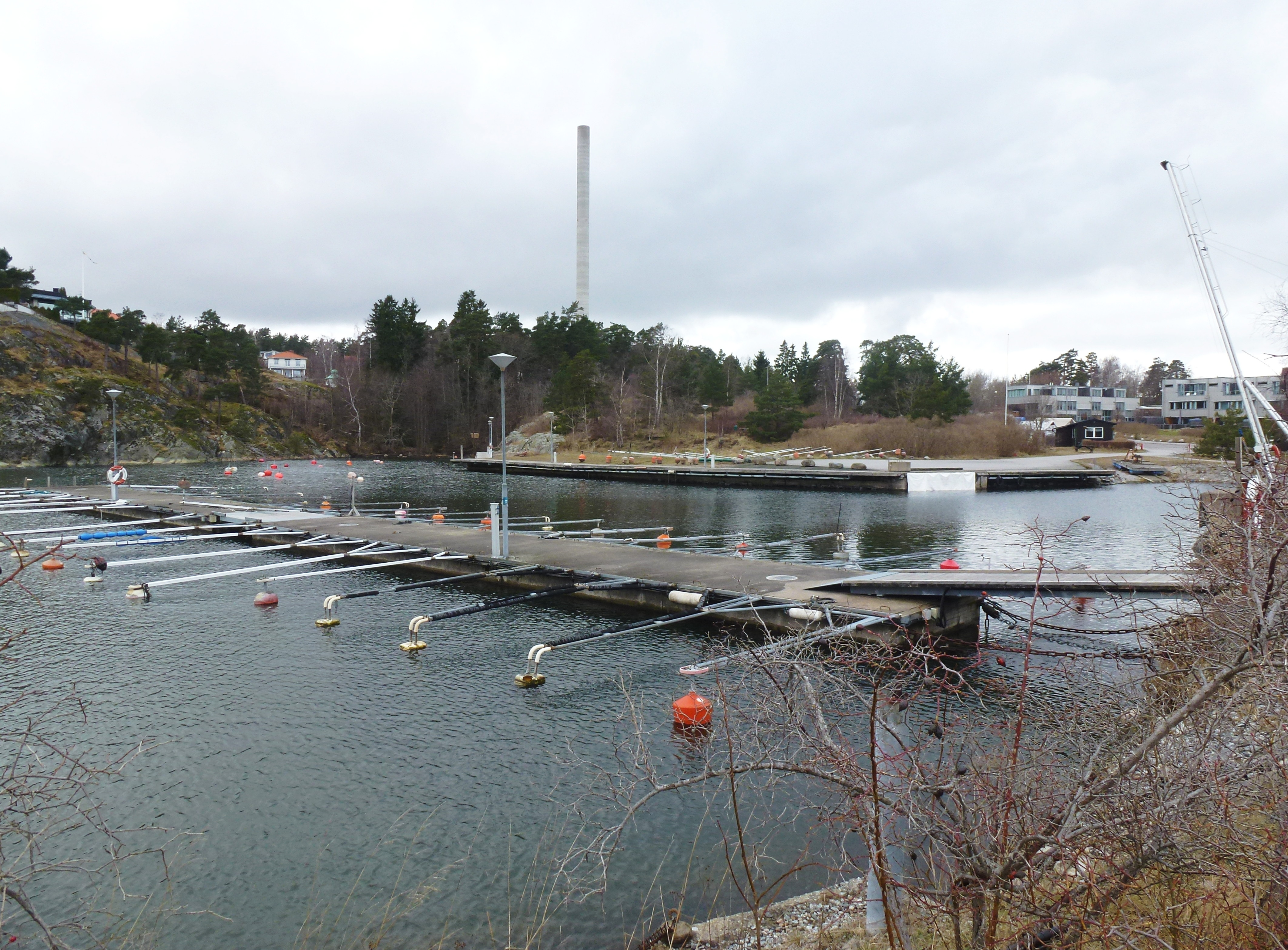
Talluddens småbåtshamn.
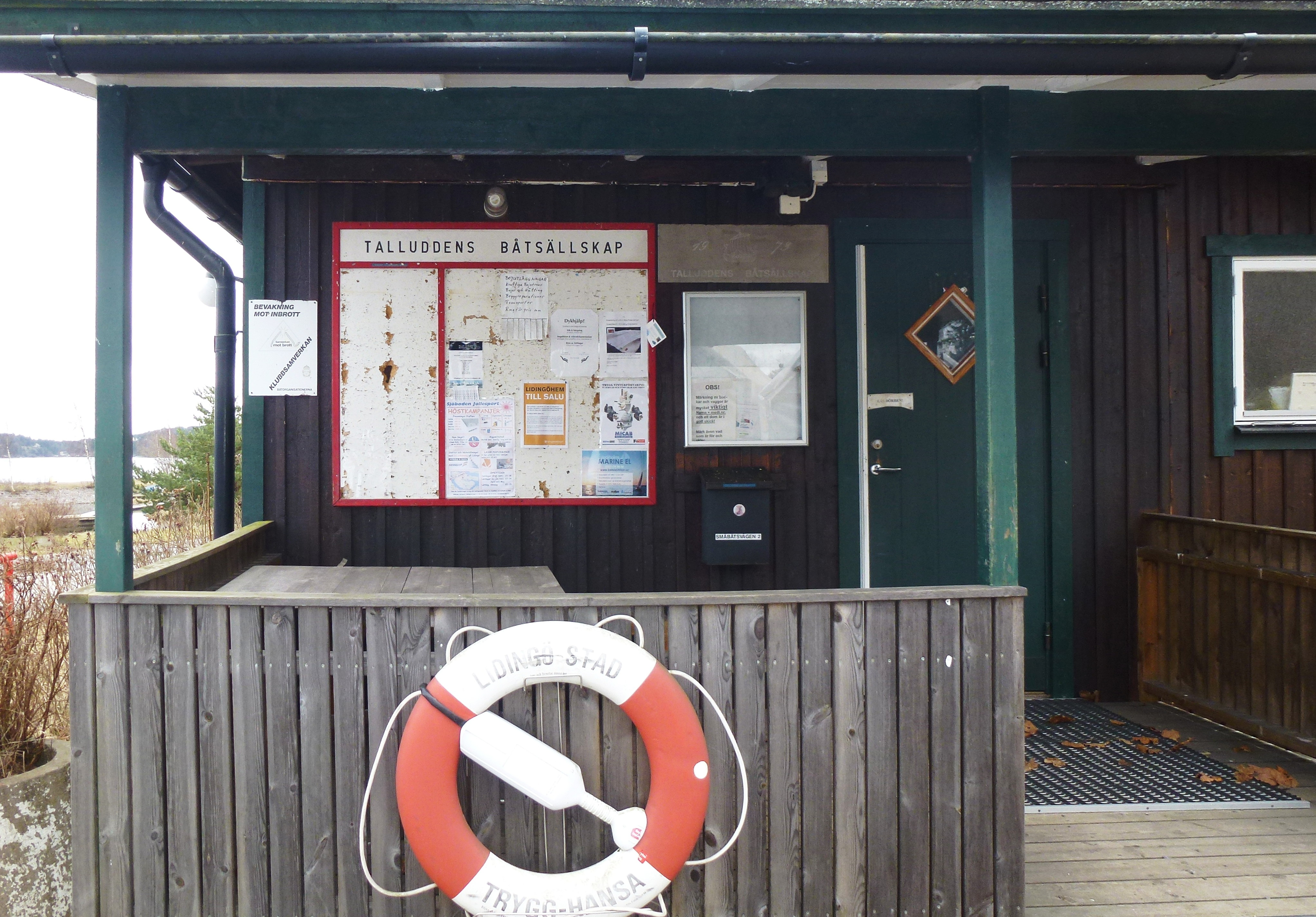
Talluddens båtsällskap.

## Talluddens hållplats

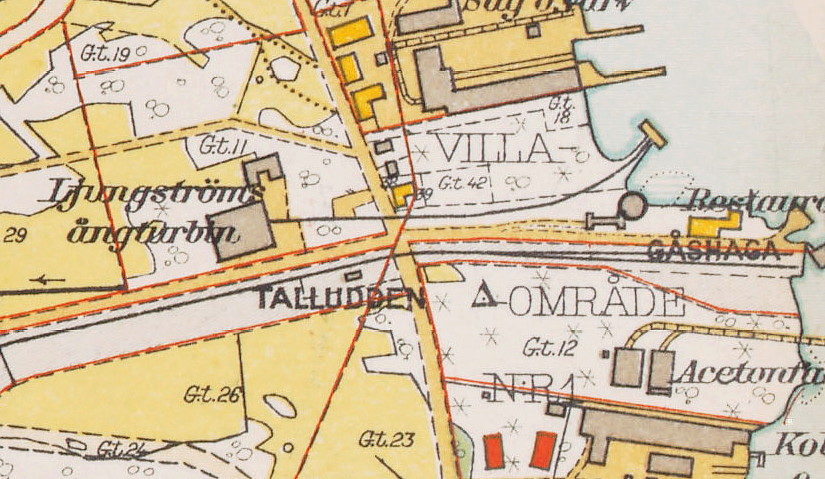
Talluddens hållplats 1925.

I Talluden fanns från 1917 till och med 20 juni 2013 en hållplats för Lidingöbanan. Talluddens hållplats (stationssignatur Tad) betjänade till en början främst sommargäster i Käppala och Katrinelund samt anställda vid Gåshagas industrier. År 1928 anlades det cirka 850 meter långa så kallade Rastaspåret. Det började ungefär 420 meter väster om Talluddens hållplats och sträckte sig mot norr till oljehamnen vid den gamla sommarvillan Rasta i Gåshaga. Där låg Svensk-Engelska Mineraloljebolagets, senare Svenska Shells anläggningar och oljecisterner. 
Fram till våren 1978 gick dagligen lokdragna godståg på Lidingöbanan, däribland oljetransporter mellan Rasta och SJ:s spårsystem i Ropsten. Shell bekostade också särskilda transporter för sin personal på Rastaspåret, allmän persontrafik förkom dock inte. I samband med att sträckan Käppala–Gåshaga byggdes ut till dubbelspår 2013–2015 slogs Talluddens och Gåshagas hållplatser samman till en ny hållplats med namnet Gåshaga samtidigt revs Rastaspåret.